# Renato Vrbičić
Renato Vrbičić (Sebenico, 21 novembre 1970 – Sebenico, 12 giugno 2018) è stato un pallanuotista croato, vincitore di una medaglia di argento ai giochi olimpici di Atlanta 1996.

## Carriera

### Giocatore
Renato Vrbičić ha iniziato la carriera al Solaris. In Croazia ha militato tra le file del Jadran Split e Mladost. 
In Montenegro ha giocato nel Jadran N.H., mentre in Italia nel Catania e nel Civitavecchia. 
La carriera l'ha chiusa nel suo amato Solaris. 
Con la Croazia conquistò un argento ad Atlanta 1996.

### Allenatore
Seguendo il percorso passato da giocatore, iniziò questa nuova esperienza nelle file giovanili del Solaris, per poi passare nel 2015 ad allenare la prima squadra. Nel 2016 iniziò, in contemporanea al suo percorso a Sebenico, come vice allenatore nella Croazia Under-20 con la quale, l'anno successivo, raggiunse un argento ai Campionati mondiali giovanili di pallanuoto a Belgrado.

## Palmarès

### Trofei nazionali
- Campionato croato: 3

Mladost: 1997, 1999, 2002
- Kup Hrvatske: 3

Mladost: 1997-98, 1998-99, 2001-02

### Trofei internazionali
- Eurolega: 2

Jadran Spalato: 1991-92, 1992-93
- Coppa delle Coppe: 1

Mladost: 1998-99